# Ostenholzer Moor

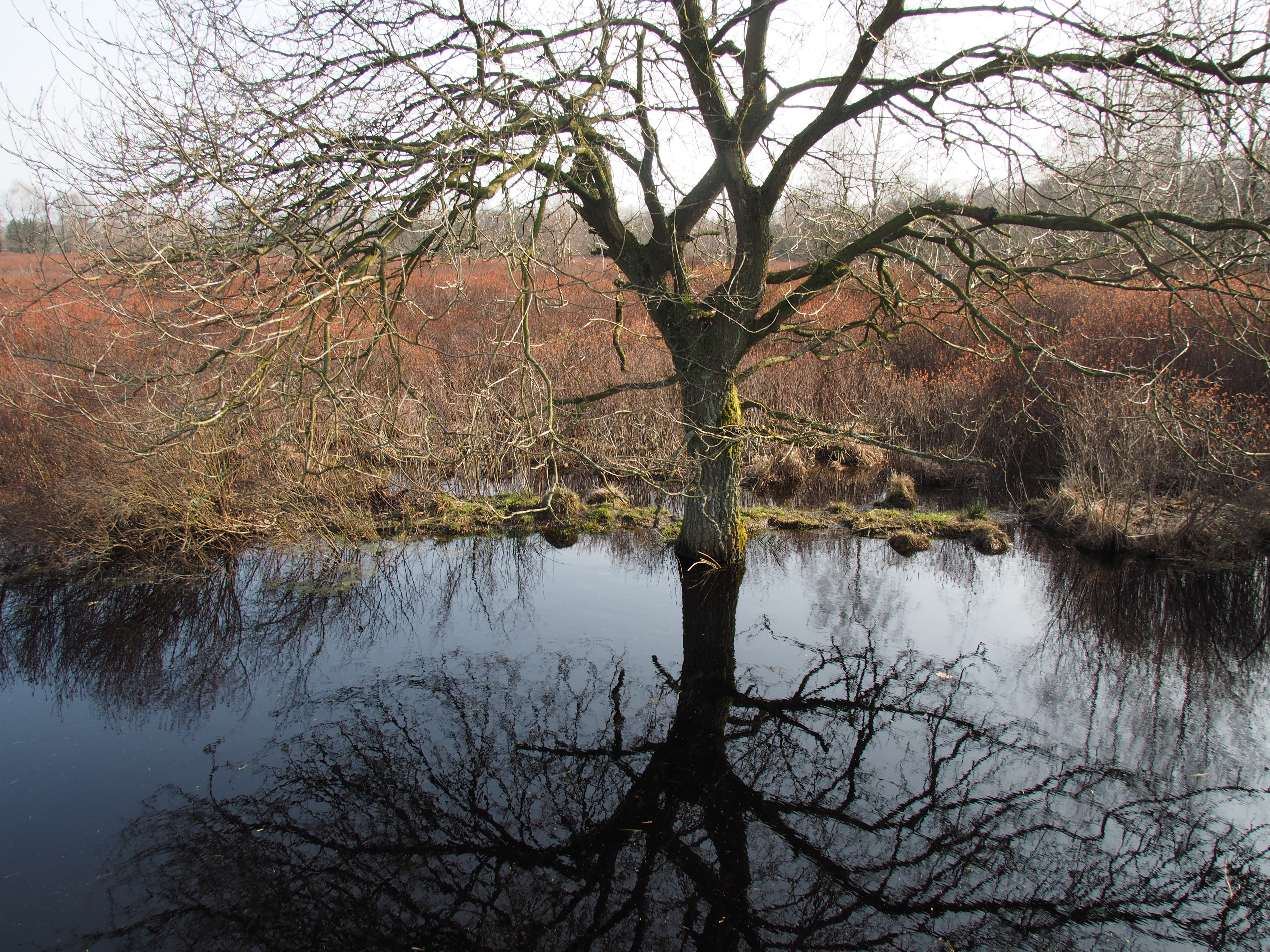
Gagelstrauch-Fläche im Ostenholzer Moor

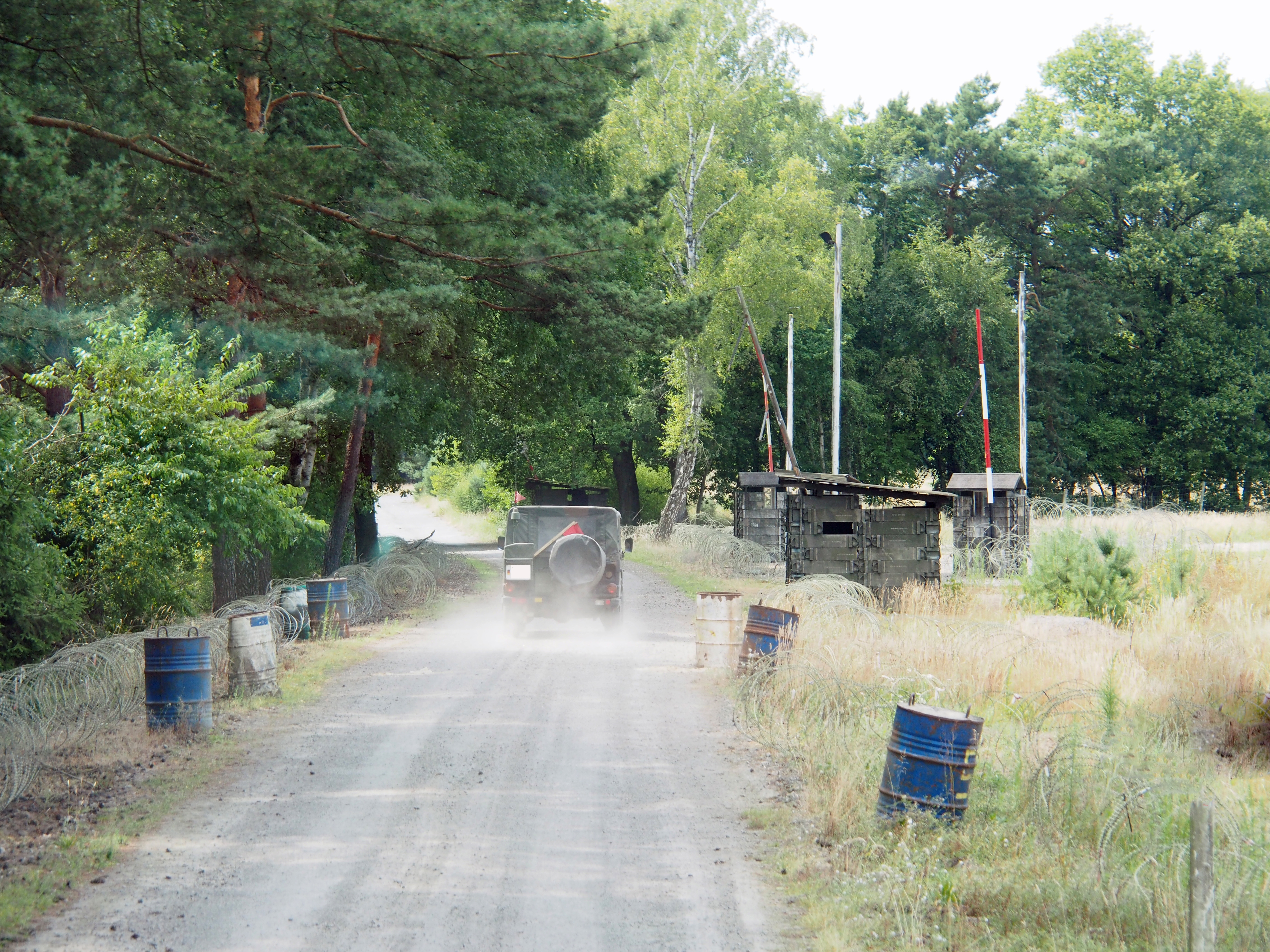
Nachbau eines ausländischen Checkpoints, zu Übungszwecken der Bundeswehr

Ostenholzer Moor ist ein Wohnplatz der Gemarkung Hartem des gemeindefreien Gebietes Osterheide im Landkreis Heidekreis, in der Lüneburger Heide (Niedersachsen).
Das Ostenholzer Moor benannt nach der Ortschaft Ostenholz in der Nähe von Meißendorf, ist ein Hochmoor. Das Gelände wird fast ausschließlich als Übungsplatz der Bundeswehr genutzt. Es ist für die Öffentlichkeit gesperrt und konnte sich dadurch weitgehend naturbelassen entwickeln. Der Truppenübungsplatz Bergen grenzt unmittelbar nördlich an. Das Flüsschen Meiße trennt das Ostenholzer Moor vom Natur- und Vogelschutzgebiet Meißendorfer Teiche/Bannetzer Moor.

## Geschichtliches

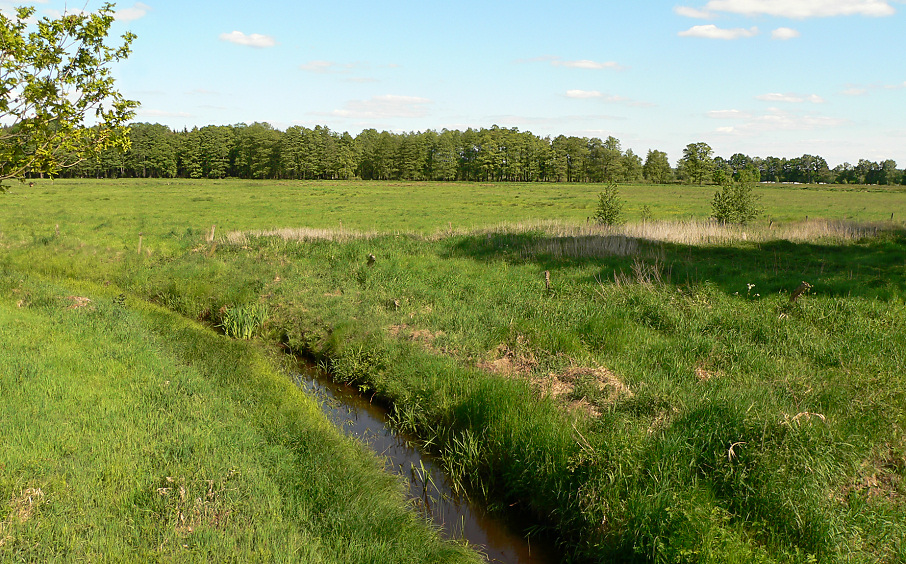
Blick in das Ostenholzer Moor

Anfang des 19. Jahrhunderts errichtete das Fürstentum Lüneburg ein Landesökonomiekollegium in Celle, zu dem Zweck, das bis dahin unberührte Moor zu nutzen. Ein sichtbares Ergebnis wurde allerdings nicht erzielt. 1912 befasste sich die Provinz Hannover mit dem Thema „Kultivierung der Ödlandflächen“. Es wurde eine Ödlandkulturstelle geschaffen. Diese legte 1913 ein Gutachten vor. Im Frühjahr 1914 begannen die Arbeiten zur Entwässerung und Kultivierung des Ostenholzer Moores. Im Laufe des Sommers 1914 wurden 9 Wohnhäuser gebaut. Am 1. Juli 1914 wurde ein eigener Moorvogt angestellt. Für den Transport des Materials wurde eine 13 km lange Feldbahn von der Mooradministration, ganz im Osten des Moorgebietes, bis nach Hademstorf, östlich der Aller, gebaut. Nach Ausbruch des Ersten Weltkrieges entstanden in der „Ostsiedlung“ der Gemeinde Oberhode Holzbaracken für ein Kriegsgefangenenlager, ein Nebenlager des Lagers Soltau. 1500 belgische Kriegsgefangene kamen jetzt im Moor zum Einsatz. Heimatforscher Hans Stuhlmacher schreibt in seinem Buch „Die Heidmark“, dass viele Leute zur Besichtigung der langen Reihen von Männern in Kriegskleidung kamen. Sie hatten ein „Eintrittsgeld“ von 25 Pfennig zu entrichten, dass dem Roten Kreuz überwiesen wurde. Nach Ende des Krieges wurden kurzfristig auch Strafgefangene für die Arbeiten eingesetzt. Später wurden Berufssoldaten, die im Krieg gedient und jetzt keine Existenz mehr hatten, hier angesiedelt, um sie wieder in das zivile Leben zu integrieren. Sie wohnten, bis zum Aufbau eigener Häuser, zunächst in den verlassenen Baracken der Kriegsgefangenen. Die Siedler brachen das Ödland um, legten Wiesen und Weiden an, hielten Rinder und Kühe und pflanzten Kartoffeln. 1931 mussten infolge der Weltwirtschaftskrise die Kultivierungs- und Entwässerungsarbeiten aus Geldmangel eingestellt werden. 1938 erfolgte die Umsiedlung der Bevölkerung und Räumung des Teiles des Gebietes das für den Truppenübungsplatz benötigt wurde.

## Geographie
Die Landschaft des Moors bildet eine naturnahe Randzone für das eigentliche Naturschutzgebiet, das vom Landkreis Celle erworben wurde. Die Meißendorfer Teiche, ursprünglich zur Fischzucht angelegt, stellen heute die wichtigsten Raststätten und Brutgebiete für zahlreiche Sumpf- und Wasservögel in Niedersachsen dar.
Zu finden sind hier rund 250, zum Teil seltene und geschützte Vogelarten. Zu ihnen zählen unter anderem der Schwarzstorch und der Fischadler. Der wiedervernässte Teil des Moores ist zu einem Rast- und Schlafplatz von Kranichen geworden. 2008 wurden hier etwa 600 rastende Kraniche gezählt.